# Donskoi-Friedhof

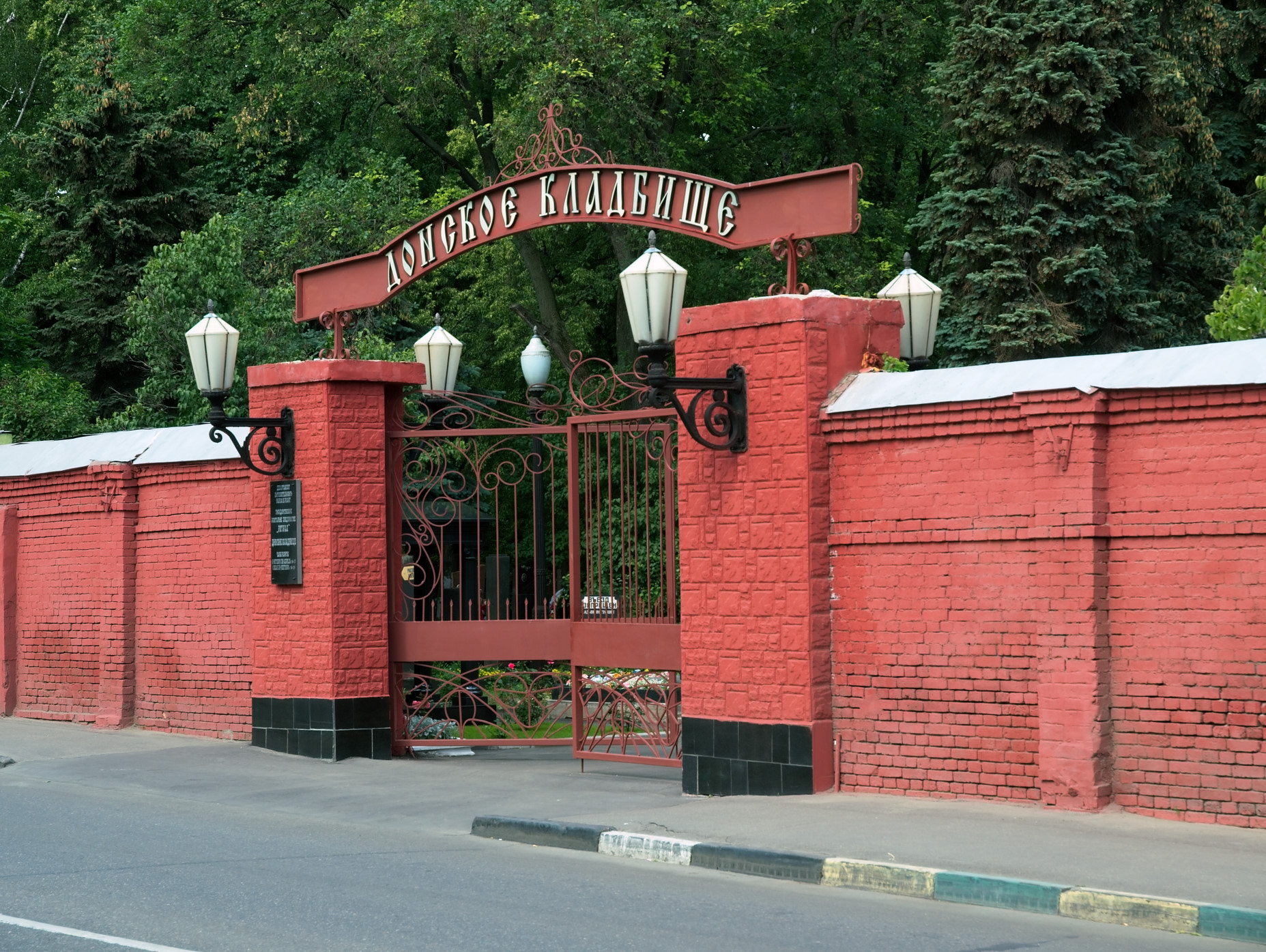
Friedhofseingang

Der Donskoi-Friedhof (russisch Донское кладбище) ist ein gut zehn Hektar großer Friedhof in Moskau. Er ist nicht zu verwechseln mit dem in unmittelbarer Nähe gelegenen alten Friedhof des Donskoi-Klosters, der oft als Alter Donskoi-Friedhof (Старое Донское кладбище) bezeichnet wird.

## Geschichte

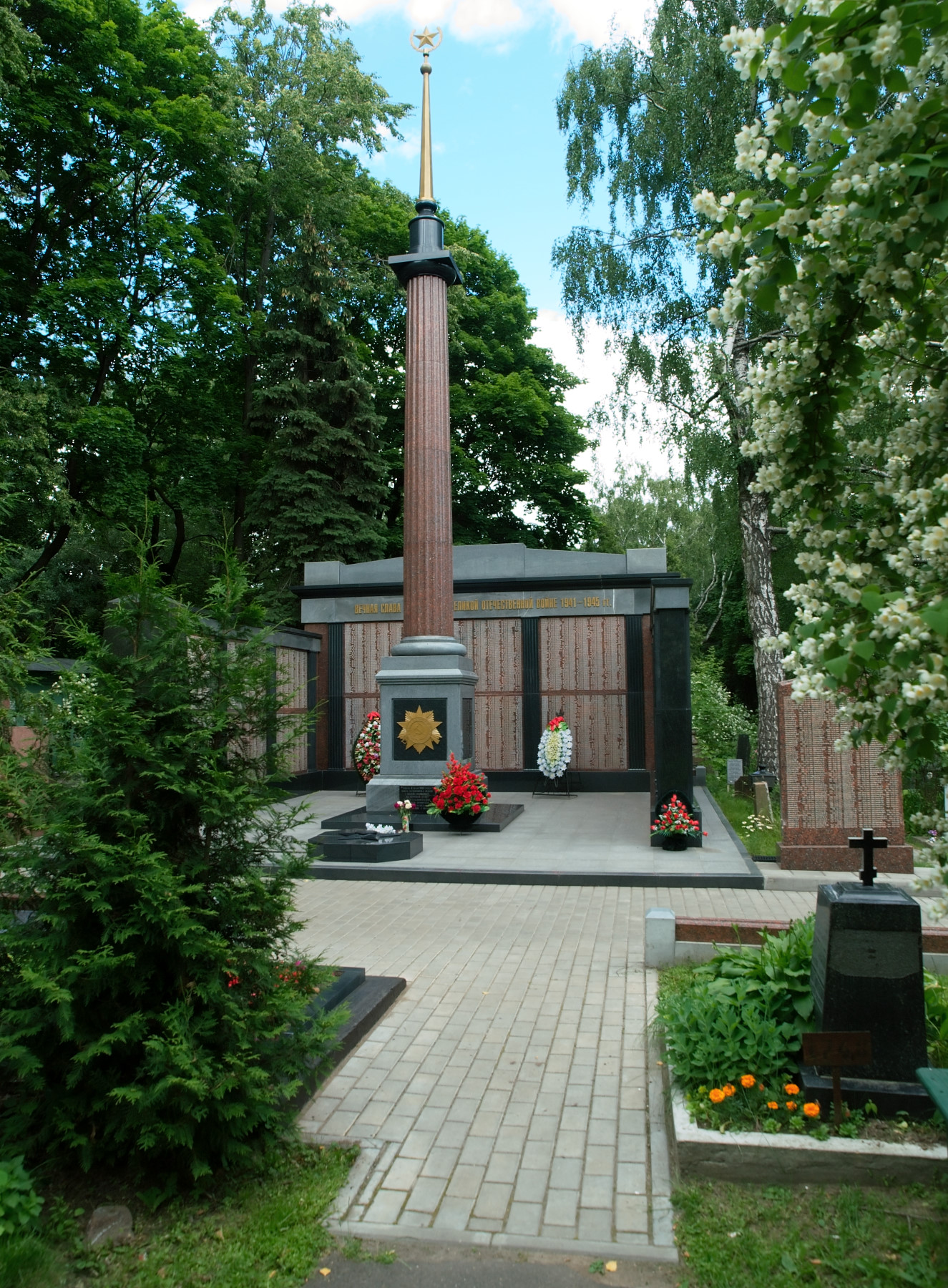
Sammelgrab für Kriegsopfer 1941–1945

Der südlich des Moskauer Zentrums gelegene Donskoi-Friedhof entstand gegen Ende des 19. Jahrhunderts als Erweiterung des (alten) Klosterfriedhofs, der in den Jahrhunderten zuvor eine begehrte Begräbnisstätte gewesen und deshalb voll belegt war. Auf dem Gelände des neuen Friedhofs wurde 1914 ein zum Donskoi-Kloster gehörendes Kirchengebäude errichtet, das ungewöhnlich große Kellerräume erhielt, in denen Platz für bis zu vierzig Familiengruften war. Diese architektonische Besonderheit der Kirche war für ihre spätere Verwendung ausschlaggebend.
Als das Donskoi-Kloster nach der Oktoberrevolution 1917 aufgelöst und dessen Sakralbauten für andere Zwecke genutzt wurden, wurde die Kirche auf dem neuen Donskoi-Friedhof Anfang der 1920er-Jahre zum ersten Moskauer Krematorium umgebaut, da ihr Keller genügend Platz für einen Verbrennungsofen bot. Dieses Krematorium wurde Anfang 1927 fertiggestellt und im Oktober 1927 zum zehnten Jahrestag der Oktoberrevolution eingeweiht.
Es wurde bis Mitte der 1970er Jahre betrieben und war bis zu dieser Zeit das einzige Krematorium in Moskau. Hier wurden unter anderem sämtliche prominente Revolutionäre und Politiker, die in der Nekropole an der Kremlmauer ein Urnen-Ehrengrab erhielten, eingeäschert. Außerdem gibt es hier zahlreiche Urnen von Opfern der stalinschen Säuberungen der 1930er Jahre, die allesamt hier eingeäschert wurden, und Massengräber mit der Asche von Opfern des Zweiten Weltkriegs.
Der Friedhof selbst wurde bis in die 1970er Jahre vor allem als Urnenfriedhof genutzt; die meisten Urnen kamen nicht in Erdgräber, sondern in eines der zahlreichen Kolumbarien in den Friedhofsmauern oder im Krematoriumsgebäude.
Nach der Auflösung der Sowjetunion wurde das ehemalige Krematoriumsgebäude in den 1990er Jahren der Russisch-Orthodoxen Kirche zurückgegeben und wieder zu einem Gotteshaus.

## Gräber prominenter Personen

### Einzelgräber
Bekannte Personen, die hier in Einzelgräbern bestattet sind, sind unter anderem:
- Rudolf Abel (1903–1971), Spion
- Jewgeni Dolmatowski (1915–1994), Dichter und Liedtexter
- Wladimir Fjodorow (1926–1992), Bildhauer
- Isabella Jurjewa (1899–2000), Sängerin
- Lew Kopelew (1912–1997), Germanist und Schriftsteller
- Alexander Kronrod (1921–1986), Mathematiker und Informatiker
- Solomon Michoels (1890–1948), Schauspieler und Regisseur
- Wera Millionschtschikowa (1942–2010) Mitbegründerin der Palliativmedizin in Russland sowie Gründerin und Chefärztin des Ersten Moskauer Hospizes
- Konon Molody (1922–1970), Spion
- Sergei Muromzew (1850–1910), Vorsitzender der ersten Staatsduma
- Raissa Orlowa-Kopelewa (1918–1989), Schriftstellerin und Amerikanistin
- Faina Ranewskaja (1896–1984), Schauspielerin
- Margarita Rudomino (1900–1990),  Bibliothekarin
- Michail Schura-Bura (1918–2008), Mathematiker, Informatiker und Hochschullehrer (Urne im Kolumbarium)
- Pawel Sudoplatow (1907–1996), Geheimdienstfunktionär
- Olga Tajoschnaja (1911–2007), Bildhauerin
- Dmitri Zaplin (1890–1967), Bildhauer
- Michail Zetlin (1924–1966), Mathematiker, Biophysiker und Kybernetiker

### Massengräber

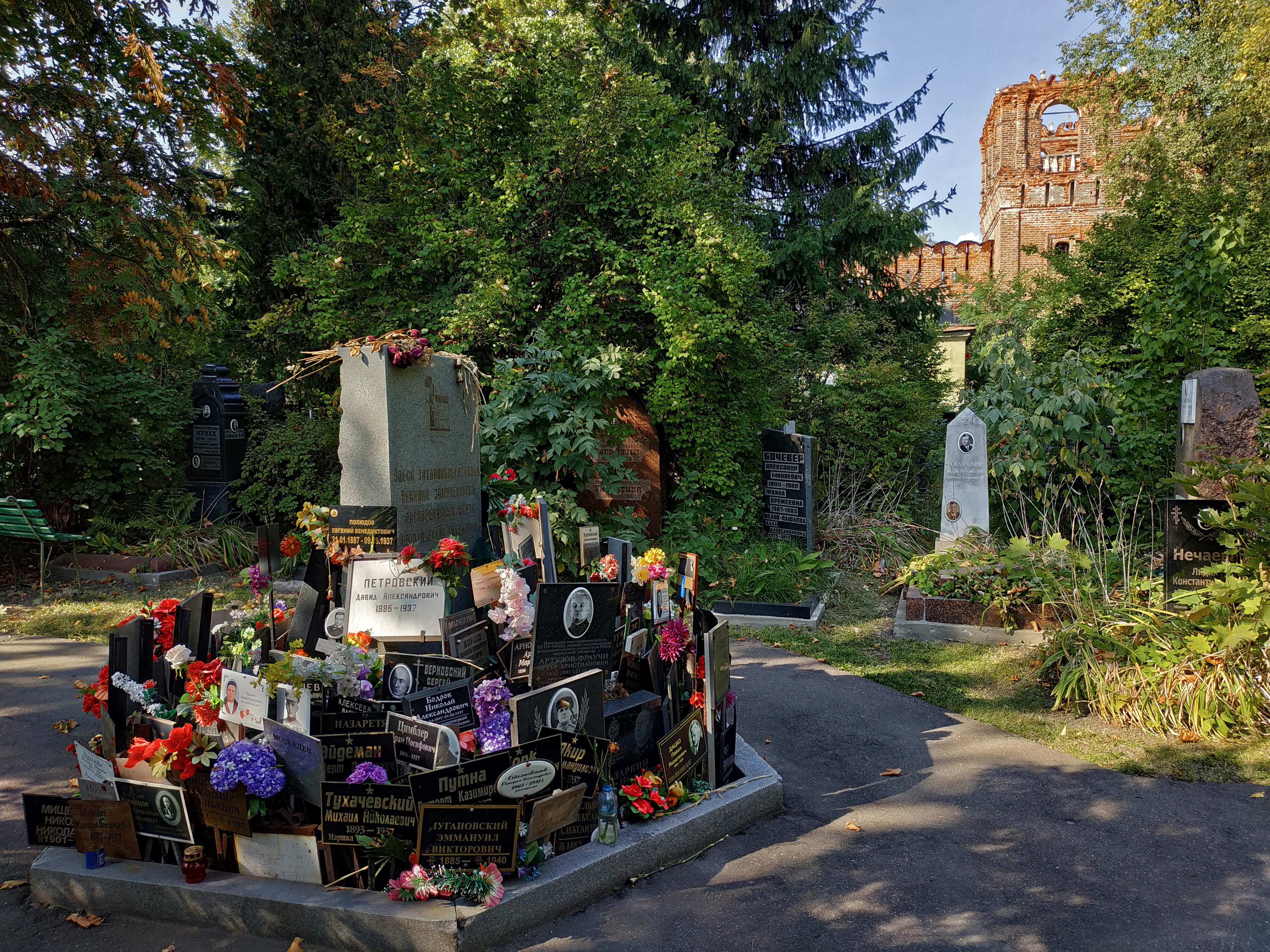
Massengrab Nr. 1

Auf dem Donskoi-Friedhof finden sich zahlreiche anonyme Massengräber mit der Asche von Opfern des Zweiten Weltkriegs sowie der stalinschen Säuberungen der 1930er Jahre. Laut der russischen Menschenrechtsorganisation Memorial wurden nach dem Zweiten Weltkrieg bis zu Stalins Tod 1953 allein in der Butyrka ca. 7.000 Menschen erschossen, deren Asche eimerweise in Massengräber geschüttet wurde.
Im Massengrab Nr. 3 befindet sich nach Angaben von Memorial die Asche von 927 deutschen Staatsbürgern, die in den Jahren 1950 bis 1953 in der Sowjetunion als Opfer stalinistischer Gewalt hingerichtet wurden.
In den Massengräbern des Donskoi-Friedhofs wurde unter anderem die Asche folgender hingerichteter Personen bestattet:
- Herbert Belter (1929–1951), Widerstandskämpfer
- Lawrenti Beria (1899–1953), kommunistischer Politiker und ab 1938 Chef der Geheimdienste der UdSSR
- Wassili Blücher (1889–1938), Marschall der Sowjetunion
- Arno Esch (1928–1951), Politiker der Liberal-Demokratischen Partei Deutschlands (LDPD)
- Semjon Grigorjewitsch Firin (1898–1937), Leiter eines Gulag (Dmitlag)
- Alexander Jegorow (1883–1939), Marschall der Sowjetunion
- Nikolai Jeschow (1895–1940), Chef des NKWD
- Stanislaw Kossior (1889–1939), Politiker
- Walter Linse (1903–1953), Jurist
- Günter Malkowski (1926–1952), Student und Widerstandsmitglied in der DDR
- Wsewolod Meyerhold (1874–1940), Theaterregisseur
- Jewgeni Miller (1867–1939), Armeegeneral
- Oleg Penkowski (1919–1963), wegen Spionage für MI6 und CIA hingerichteter Oberst
- Bolesław Przybyszewski (1892–1937), Musikwissenschaftler
- Oswald Schneidratus (1881–1937), deutscher Emigrant, importierte den Bauhausstil in die Sowjetunion, hingerichtet durch Erschießung
- Michail Tuchatschewski (1893–1937), Marschall der Sowjetunion